# Kế hoạch kinh doanh
Kế hoạch kinh doanh là một kế hoạch mô tả quá trình kinh doanh của doanh nghiệp trong một khoảng thời gian. Nó đánh giá việc kinh doanh đã có kết quả như thế nào và tìm kiếm những triển vọng để phát triển và thành công trong tương lai.

## Vai trò
Để có thể tồn tại và phát triển, tìm ra định hướng kinh doanh cho doanh nghiệp thì người làm ăn cần có một kế hoạch kinh doanh, kế hoạch giúp doanh nghiệp có thể nắm bắt tình hình thực tế và đưa ra được những định hướng trong tương lai. Nó là một công cụ quản lý của doanh nghiệp, giúp doanh nghiệp xác định các mục tiêu, các chiến lược, xác định thị trường, khách hàng, đối thủ cạnh tranh, nội lực của doanh nghiệp, đưa ra các phương hướng kinh doanh và phương thức để thực hiện các mục tiêu, chiến lược.
Kế hoạch dù có sai vẫn rất cần thiết. Nó là trọng tâm của việc hoạch định kinh doanh là thước đo của kết quả kinh doanh, lập kế hoạch kinh doanh giúp người làm ăn có được tầm nhìn tốt hơn cho việc kinh doanh trong tương lai. Trong kinh doanh, nếu không có kế hoạch gì vào phút khởi đầu, người làm ăn sẽ không biết phục hồi hoặc điều chỉnh kế hoạch của mình ra sao.
Việc viết một kế hoạch kinh doanh là một bước quan trọng trong việc tạo nên nền tảng cho quá trình thực hiện mục tiêu có tính thực tế của doanh nghiệp. Người ta có thể sử dụng nó để đánh giá ý tưởng, có thể dùng nó để vay vốn tại ngân hàng, tìm kiếm cơ hội từ các nhà đầu tư.

## Nguyên tắc
Khi xây dựng kế hoạch kinh doanh nên tham khảo một số nguyên tắc sau:
- Cần phải tính đến mục tiêu và kết quả công việc kinh doanh
- Đánh giá tình hình, kiểm tra lại thực trạng của công ty, doanh nghiệp mình, tạo dựng niềm tin, phải hiểu văn hóa công ty và thực hiện đeo bám quyết liệt để hoàn thành sớm tiến độ Một tóm tắt mang tính thực hiện, nhấn mạnh những điểm chủ yếu về doanh nghiệp.
- Nên đối chiếu với kế hoạch của một tháng. Khi phân tích kết quả, có thể điều chỉnh và nâng cao hơn cho lần sau để khả năng nắm bắt thực tế tốt hơn.
- Khi xây dựng kế hoạch thì câu văn cần ngắn gọn, không sử dụng ngôn ngữ lạ hoặc những từ ngữ địa phương, không cường điệu hóa vấn đề, loại bỏ những câu, đoạn trùng lặp. Nội dung cần phải xem xét và chỉnh sửa một cách kỹ lưỡng, kiểm tra từ cả lỗi chính tả và lỗi ngữ pháp
- Tránh việc dự tính lợi nhuận quá cao, hoặc kế hoạch tài chính kèm theo không hoàn chỉnh hay kế hoạch mà trong đó mục tiêu không cụ thể, hay như trong kế hoạch đánh giá sai tiềm năng thị trường, đề ra viễn cảnh quá lớn, chưa nắm rõ cơ chế phân phối và năng lực của đơn vị
- Chú trọng vào phần tóm tắt dự án là một trong những phần quan trọng nhất của một kế hoạch kinh doanh

## Nội dung
Nhìn chung, kế hoạch kinh doanh phải được thiết kế một cách đặc biệt để thu hút các nhà đầu tư cũng như để cung cấp chi tiết những việc cần phải làm của doanh nghiệp. Do đó, trong bản kế hoạch này cẩn phải nói rõ và nêu bật được mục tiêu, mục đích, chiến lược và ý nghĩa của các hoạt động của doanh nghiệp. Một số nội dung cụ thể gồm:
- Xây dựng một bản đề cương về thị trường tham gia, bao gồm chi tiết về khách hàng tiềm năng và đối thủ cạnh tranh. Trong đó cần xác định việc sản xuất và cung cấp sản phẩm hay dịch vụ gì. Khách hàng là ai, đối tượng nào, khách hàng tiềm năng là ai, tạo dựng khách hàng tiềm năng như thế nào.
- Nguồn lực tài chính được huy động như thế nào. Các khoản chi tiêu chính, cân đối kế toán và cân đối thu chi, sự vận động của vốn lưu động
- Nêu ra tất cả những mục quan trọng trong đó tất cả những điểm chốt quan trọng phải được giải thích rõ ràng nên kèm theo một sơ đồ tổ chức thực hiện
- Xây dựng nột bảng biểu nội dung trong đó các yếu tố phải được phân tích rõ ràng như: dữ liệu thông dụng và dữ liệu chính xác, những lời tuyên bố, nhận xét, nhận định...
- Phải có thị trường mục tiêu rõ ràng và mục tiêu thực để nhắm đến khách hàng.
- Phân tích đối thủ cạnh tranh một cách nghiêm túc.
- Hoạch định một ngân sách tài chính thích hợp để không gây tốn kém cho doanh nghiệp.